# Flourensia
Flourensia é um género botânico pertencente à família Asteraceae.